# Joodse begraafplaats (Gennep)
De Joodse begraafplaats van de Nederlandse stad Gennep is gelegen aan de Davidlaan.
Gennep had een eigen Joodse gemeente van 1845 tot 1947. Voorheen behoorde ze tot Sittard, daarna tot Venlo. Het aantal Joodse inwoners van Gennep bedroeg nooit meer dan enkele tientallen. Er was een synagoge in de toenmalige Kerkstraat (huidige Torenstraat).
Op de begraafplaats staan in totaal 27 grafstenen in twee rijen. Hieronder bevindt zich een van de oudste bewaard gebleven Joodse grafstenen van Limburg (zie foto). De tekst is volledig in het Hebreeuws en de naam van de overledene is niet meer te lezen. Wel is overlijdensdatum bekend: 14 december 1794.
Het jongste graf is gedolven in 1971. Het is dat van Bertha Andriesse, geboren in ca. 1880 en overleden op 24 april 1971.
Het beheer van de Joodse begraafplaats van Gennep rust bij de plaatselijke overheid. De begraafplaats is ommuurd en afgesloten met een hekwerk. Opvallend is dat er naast de begraafplaats nog een klein ommuurd deel is. Dit zou een metaheerhuisje geweest kunnen zijn, maar dat is niet zeker.